# Jordan 192
Chronologie des modèles (1992)
Jordan 191 Jordan 193
La Jordan 192 est la monoplace de Formule 1 engagée par l'écurie irlandaise Jordan Grand Prix dans le cadre du championnat du monde de Formule 1 1992. Elle est pilotée par l'Italien Stefano Modena, en provenance de Tyrrell Racing, et le Brésilien Maurício Gugelmin, venant de Leyton House Racing. Évolution de la Jordan 191 de la saison précédente, la 192 s'en distingue par son moteur V12 Yamaha, fourni gratuitement.

## Historique
D'abord conçue pour accueillir un bloc Ford-Cosworth, la 192 doit être vite adaptée pour recevoir le moteur Yamaha. Celui-ci, ni fiable, ni puissant, comme la boîte de vitesses élaborée conjointement par Jordan et le constructeur nippon, est la cause de nombreux problèmes de fiabilité. De plus, acculée financièrement, l'écurie irlandaise ne peut qu'évoluer en fond de grille compte tenu du matériel médiocre fourni par Yamaha.
Lors du Grand Prix inaugural, en Afrique du Sud, Modena échoue à se qualifier, quand Gugelmin, vingt-troisième des qualifications, termine onzième à deux tours du vainqueur Nigel Mansell,. Après de nombreux problèmes de boîte de vitesses et de moteur lors des manches suivantes, Modena essuie une nouvelle non-qualification en Espagne. À Saint-Marin, Gugelmin et Modena se qualifient respectivement en dix-huitième et vingt-troisième positions. Au bout de vingt-cinq tours de course, l'Italien, en fond de peloton, casse sa boîte de vitesses, tandis que son équipier termine septième, à la porte des points, à deux tours de Mansell,.
Il faut ensuite attendre le Grand Prix d'Allemagne, dixième manche de la saison, pour voir une Jordan 192 terminer une course, Gugelmin franchit en effet la ligne d'arrivée à la quinzième place, à deux tours de Mansell, après s'être élancé depuis la vingt-troisième place. Modena échoue à se qualifier de nouveau,. Lors de la course suivante, l'Italien, qui se qualifie avec le vingt-quatrième temps sur la grille, s'accroche avec la Ligier d'Érik Comas dès le premier tour, quand Gugelmin finit dixième à quatre tours d'Ayrton Senna,.
Lors de la course suivante, en Belgique, Modena termine une course pour la première fois de la saison en arrivant quinzième, juste derrière son équipier, qu'il a dominé en qualifications en réalisant le dix-septième temps,. Il échoue cependant à se qualifier au Grand Prix d'Italie, où Gugelmin abandonne à sept tours de l'arrivée sur un problème de transmission. Les problèmes de fiabilité de sa 192 empêchent d'ailleurs le Brésilien de terminer ses trois derniers Grands Prix, quand Modena se classe septième au Japon, puis sixième en Australie, où il marque l'unique point de l'écurie cette saison,.
À l'issue de la saison, Jordan Grand Prix se classe onzième du championnat du monde des constructeurs avec un seul point, marqué par Stefano Modena, dix-neuvième du championnat du monde des pilotes.

## Résultats en championnat du monde de Formule 1

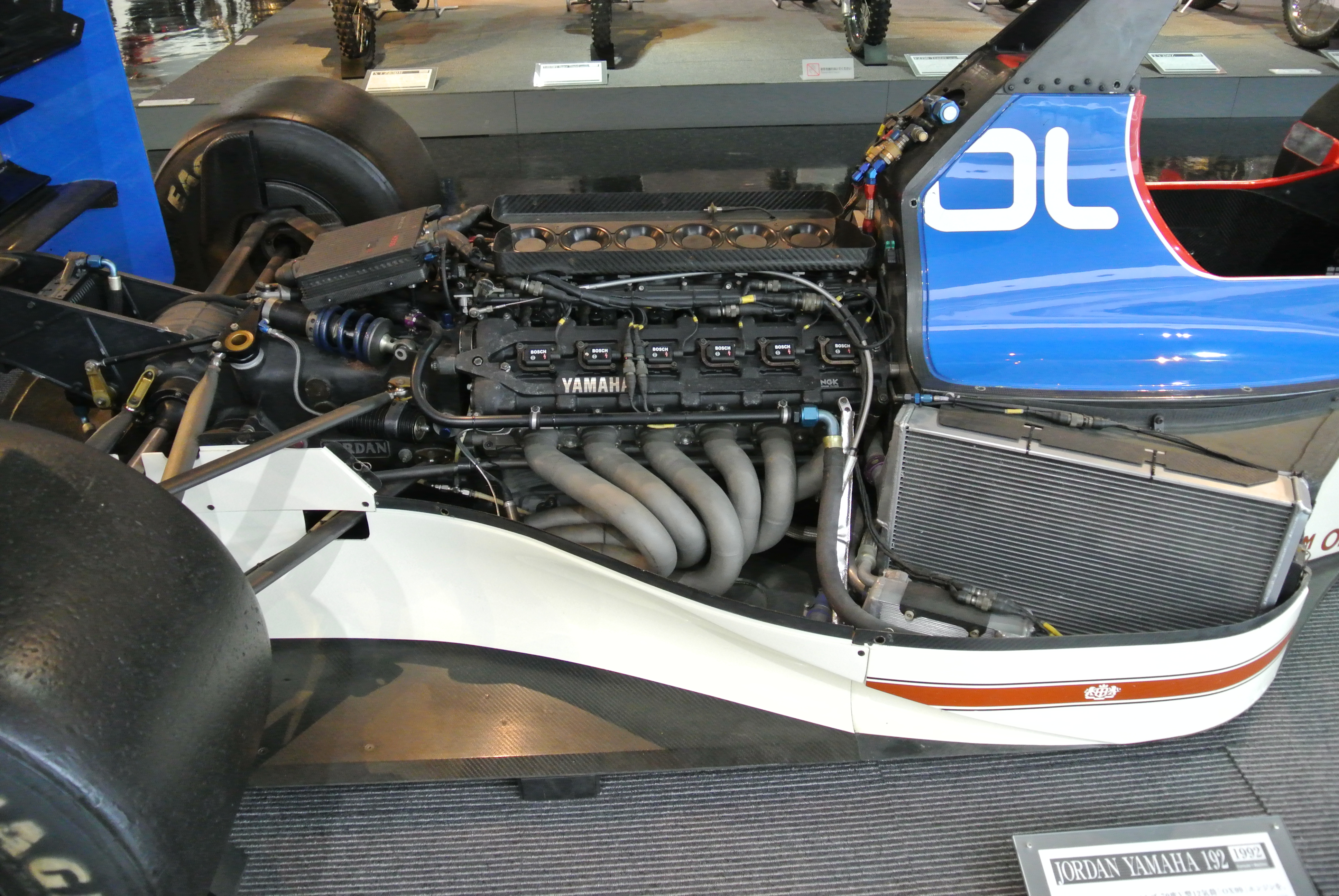
Le moteur Yamaha OX199 à l'intérieur de la Jordan 192.

| Saison | Écurie              | Moteur          | Pneumatiques | Pilotes           | Courses | Courses | Courses | Courses | Courses | Courses | Courses | Courses | Courses | Courses | Courses | Courses | Courses | Courses | Courses | Courses | Points inscrits | Classement |
| Saison | Écurie              | Moteur          | Pneumatiques | Pilotes           | 1       | 2       | 3       | 4       | 5       | 6       | 7       | 8       | 9       | 10      | 11      | 12      | 13      | 14      | 15      | 16      | Points inscrits | Classement |
| ------ | ------------------- | --------------- | ------------ | ----------------- | ------- | ------- | ------- | ------- | ------- | ------- | ------- | ------- | ------- | ------- | ------- | ------- | ------- | ------- | ------- | ------- | --------------- | ---------- |
| 1992   | Sasol Jordan Yamaha | Yamaha V12 OX99 | Goodyear     |                   | AFS     | MEX     | BRÉ     | ESP     | SMR     | MON     | CAN     | FRA     | GBR     | ALL     | HON     | BEL     | ITA     | POR     | JAP     | AUS     | 1               | 11e        |
| 1992   | Sasol Jordan Yamaha | Yamaha V12 OX99 | Goodyear     | Stefano Modena    | Nq      | Abd     | Abd     | Nq      | Abd     | Abd     | Abd     | Abd     | Abd     | Nq      | Abd     | 15e     | Nq      | 13e     | 7e      | 6e      | 1               | 11e        |
| 1992   | Sasol Jordan Yamaha | Yamaha V12 OX99 | Goodyear     | Maurício Gugelmin | 11e     | Abd     | Abd     | Abd     | 7e      | Abd     | Abd     | Abd     | Abd     | 15e     | 10e     | 14e     | Abd     | Abd     | Abd     | Abd     | 1               | 11e        |

Légende : ici 